# Delphinium nordhagenii
Delphinium nordhagenii är en ranunkelväxtart som beskrevs av Per Erland Berg Wendelbo. Delphinium nordhagenii ingår i släktet storriddarsporrar, och familjen ranunkelväxter. Utöver nominatformen finns också underarten D. n. acutidentatum.